# Rambla Canalejas
La rambla Canalejas, también llamada rambla de Canales y en distintos tramos rambla Nogales y rambla Charcones, es una rambla del sur de la península ibérica perteneciente a la vertiente mediterránea que transcurre íntegramente por el este de la provincia de Almería y el suroeste de la Región de Murcia (España). 

## Curso
La rambla Charcones nace en la depresión prelitoral de la comarca de Lorca, donde recoge las aguas de la sierra de Almenara. Realiza un recorrido en dirección nordeste-suroeste a lo largo de unos 29 km, penetrando en Andalucía por el término municipal del Pulpí. Desemboca en el río Almanzora poco antes de la desembocadura de este en el mar Mediterráneo. 
Por su margen derecha recibe a las ramblas de Pinar y Guazamara. Además, en épocas de lluvias fuertes recibe aportes de la rambla de Nogalte cuando esta se desborda.